# مقاطعة ابن مسيك
مقاطعة ابن امسيك هي أحد مقاطعات عمالة الدار البيضاء غرب المملكة المغربية. تضم مقاطعة ابن امسيك أحياء مهمة للدار البيضاء وتؤوي مقاطعة ابن امسيك 163.052 نسمة (حسب الإحصاء الرسمي 2004).